# Raum (Schach)
Der Raum wird beim Schachspiel durch die 64 Felder des Schachbretts dargestellt, auf denen die verschiedenen Figuren (auch Kräfte genannt) während einer Schachpartie aufeinandertreffen. Der Raum bildet zusammen mit Kraft und Zeit die drei Grundelemente im Schach.
Die Beherrschung des Raums und der dadurch entstehende Raumvorteil kann von strategischem Nutzen sein, wenn dadurch gleichzeitig die gegnerischen Figuren in ihrer Wirkung behindert werden. So kann es beispielsweise von Vorteil sein, einen oder mehrere Bauern im Lager des Gegners zu haben, sofern sie von genügend eigenen Figuren unterstützt werden. Ansonsten besteht die Gefahr, dass die Bauern von den Figuren des Gegners erobert werden. Es reicht also nicht aus, nur Raum zu gewinnen, sondern dieser muss auch mit genügend Material gesichert werden.